# Rừng Rendlesham

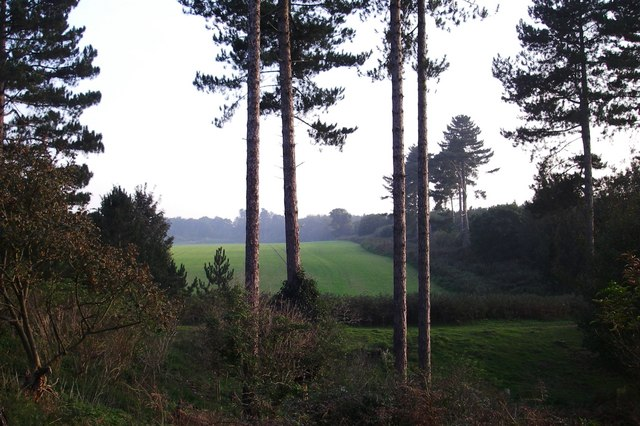
Khung cảnh Rừng Rendlesham là nơi nghi có UFO hạ cánh.

Rừng Rendlesham /ˈrɛndəlʃəm/ là một khu rừng hỗn hợp rộng 1.500 hécta (3.700 mẫu Anh) ở Suffolk thuộc sở hữu của Lâm nghiệp Anh với những tiện nghi giải trí dành cho người đi bộ, đi xe đạp và cắm trại. Đây cũng là nơi xảy ra vụ UFO hạ cánh được xem là sự kiện nổi tiếng nhất trong lịch sử UFO học nước Anh.

## Địa lý
Khu rừng nằm trong các giáo xứ Bromeswell ở phía tây, Eyke, Capel St Andrew về phía nam, và Butley, Suffolk về phía đông. Nó tọa lạc tại quận Suffolk Coastal. Đây là một phần của Rừng Sandlings thuộc địa điểm được quan tâm khoa học đặc biệt (SSSI). Một khu vực rộng lớn của khu rừng này đã bị phá để xây dựng căn cứ RAF Woodbridge vào năm 1943.